# Patrick Fabian (aktor)
Patrick Fabian (ur. 7 grudnia 1964 w Pittsburghu) – amerykański aktor filmowy, teatralny i telewizyjny. Występował w jednej z głównych ról w serialu Zadzwoń do Saula.

## Życiorys
Urodził się 7 grudnia 1964 w Pittsburghu w Pensylwanii. Wychowywał się z bratem Mikiem w Harrisburgu. W szkole średniej zaczął angażować się w teatr i muzykę. Później otrzymał tytuł licencjata sztuk pięknych na wydziale performance w State College na Uniwersytecie Stanu Pensylwania. Następnie uczęszczał na Cal State University w Long Beach w Kalifornii i uzyskał tytuł magistra.
Po ukończeniu szkoły ubiegał się o różne role na castingach. W końcu osiągnął sukces, kiedy otrzymał kartę Screen Actors Guild podczas Festiwalu Szekspirowskiego w Los Angeles. W 1992 debiutował na małym ekranie jako Scott Easton w jednym z odcinków serialu policyjnego CBS Bodies of Evidence – pt. „The Edge” u boku Lee Horsleya i George’a Clooneya. Jedną z najwspanialszych ról telewizyjnych była postać profesora Jeremiaha Laskeya w serialu NBC Byle do dzwonka: Lata w college’u (1993–1994). Był w stałej obsadzie serialu The CW Agenci miłości (2008–2009) jako Ray Howard / Hephaestus. Pojawiał się potem także w serialach: Klinika uniwersytecka (1995), Giganci (2011–2012) w roli Johna Moore’a, Gotowe na wszystko jako Frank (2012, 2 odcinki) i Chirurdzy (2014, 2 odcinki serii 11) jako doktor Oliver Lebackes.  W 2015 przyjął rolę Howarda Hamlina w serialu Zadzwoń do Saula – spin-offie Breaking Bad.
Po raz pierwszy trafił na kinowy ekran w niewielkiej roli Palmera w komedii Kwaśne winogrona (Sour Grapes, 1998) ze Stevenem Weberem i Craigiem Bierko. Występował również w takich filmach jak: Czysta (2004), Facet z ogłoszenia (2005), z serii Disney Channel Original Movies Magiczny duet (2005) i sequelu Magiczny duet 2 (2007), Decydująca gra (2006), Babskie wakacje (2009), Bad Ass: Twardziel (2012) i Cloud 9 (2014).
Za kreację egzorcysty Cottona Marcusa, pastora z Baton Rouge, w horrorze found footage Ostatni egzorcyzm (The Last Exorcism, 2010) został uhonorowany nagrodami dla najlepszego aktora na Katalońskim Międzynarodowym Festiwalu Filmowym w Sitges i Toronto After Dark Film Festival oraz zdobył nominację do Fangoria Chainsaw Awards.
Grywał też na scenie, m.in. brał udział w krajowej trasie z przedstawieniem Six Degrees of Separation.